# Drets del col·lectiu LGBT al Níger

Aquest és un article sobre els drets LGBT al Níger. Les persones lesbianes, gais, bisexuals i transsexuals al Níger han d'afrontar reptes legals que no experimenten els residents no LGBT. L'activitat sexual entre persones del mateix sexe és legal, però la constitució no permet protegir contra la discriminació.

## Llei sobre l'activitat sexual entre persones del mateix sexe
L'activitat sexual del mateix sexe és legal a Níger, però l'edat de consentiment és diferent per a l'activitat sexual del mateix sexe i del sexe oposat

## Reconeixement de les relacions entre persones del mateix sexe
Níger no reconeix legalment les unions del mateix sexe.

## Proteccions de discriminació
No hi ha protecció legal contra discriminació basada en orientació sexual.

## Condicions de vida
L'Informe dels Drets Humans de 2010 del Departament d'Estat dels Estats Units va trobar que "no hi havia organitzacions conegudes de persones lesbianes, gais, bisexuals o transgènere i no hi havia informes de
violència contra individus basada en la seva orientació sexual o identitat de gènere. No obstant això, els gais experimentaven discriminació social."

## Taula resum
| Activitat sexual legal amb el mateix sexe                     | (Sempre legal) |
| Mateixa edat de consentiment                                  | No             |
| Lleis antidiscriminació a la feina                            | No             |
| Lleis antidiscriminació en la prestació de béns i serveis     | No             |
| Matrimoni del mateix sexe                                     | No             |
| Lleis antidiscriminació en el discurs de l'odi i la violència | No             |
| Reconeixement de les parelles del mateix sexe                 | No             |
| Adopció de fillastres per parelles del mateix sexe            | No             |
| Adopció conjunta per parelles del mateix sexe                 | [ 3 ]          |
| Prestació de servei militar per gais i lesbianes              |                |
| Dret legal a canviar de gènere                                |                |
| Accés a la fecundació in vitro per lesbianes                  | No             |
| Subrogació comercial per a parelles d'homes homosexuals       | No             |
| Permís per donar sang als MSMs                                | No             |